# Зуйков, Сергей Андреевич
Серге́й Андре́евич Зу́йков (род. 19 сентября 1993, Москва) — российский футболист, защитник клуба «Тюмень».

## Карьера

### Клубная
Родился 19 сентября 1993 года в Москве, где и начал заниматься футболом в академии «Локомотива». В 2011—2012 годах выступал за молодёжную команду «Локомотива».
В январе 2013 года перешёл в астраханский «Волгарь», выступавший в первенстве ФНЛ. Первый матч за астраханскую команду сыграл 12 марта 2013 года против «Урала». Всего по итогам дебютного сезона принял участие в 11 матчах «Волгаря». Команда по итогам сезона вылетела из ФНЛ.
В сезоне 2013/14 сыграл в 17 играх «Волгаря» в первенстве ПФЛ, а команда, не проиграв ни одного матча за сезон вернулась в ФНЛ. В сезоне 2014/15, однако, Зуйков вышел на поле в матчах ФНЛ лишь пять раз. Чаще попадать в состав защитник начал уже в следующем сезоне, когда отыграл за астраханцев в 23 матчах ФНЛ, а кроме того дважды вышел на поле в стыковых матчах за право выступать в Премьер-лиге против «Анжи». Первую половину сезона 2016/17 также провёл в «Волгаре», где сыграл в 19 матчах ФНЛ и забил пять голов.
В январе 2017 года Зуйков перешёл в санкт-петербургский «Зенит» и начал выступать за фарм-клуб петербуржцев — «Зенит-2». Изначально был заявлен за «Зенит-2» и на сезон 2017/18, однако 29 августа 2017 года на правах аренды до конца сезона 2017/18 перешёл в «Томь», где принял участие в 23 матчах ФНЛ.
Перед началом сезона 2018/19 вновь перешёл на правах аренды до конца сезона в «Томь», где стал капитаном команды. 8 августа 2018 года забил свой первый гол за томскую команду, поразив ворота «Балтики». Всего в первенстве ФНЛ 2018/19 принял участие в 22 матчах «Томи» в первенстве ФНЛ, после чего зимний перерыв покинул команду и на правах аренды до конца сезона 2018/19 перешёл в «Тамбов».
3 марта 2019 года дебютировал в составе «Тамбова» в игре против «Мордовии». 10 марта стало известно, что Зуйков выбыл как минимум до конца сезона, получив разрыв передней крестообразной связки.
В феврале 2020 года заключил контракт с «Нижним Новгородом» на 1,5 года. В сезоне-2021/22 играл за «Томь». Перед началом следующего сезона перешёл в «Ротор», подписав контракт с клубом по схеме «1+1». Сезон 2023/24 отыграл в Волгаре, после чего пополнил состав «Тюмени».

### В сборной
Выступал за юношеские сборные России.
Впервые Сергея Зуйкова в сборную возрастной категории до 17 лет вызвал Игорь Симутенков в 2009 году. Команда проводила две контрольные встречи в Финляндии, Зуйков оба раза вышел на поле.
В 2011 году на Мемориале Гранаткина Зуйков выступал уже под руководством Дмитрия Аленичева, был основным игроком команды. В октябре того же года сборная выступала в отборе к молодежному чемпионату Европы-2013.
Выступал за молодёжную сборную: в 2012 году Николай Писарев вызвал его на Кубок Содружества. В 2014 году вновь вызывался в молодёжную сборную России на Кубок Содружества. Провел шесть встреч.
В 2017 году сыграл за сборную ФНЛ в матче против команды итальянской Серии «Б», проходившем в Порденоне.

## Достижения
«Локомотив» (мол.)
- Победитель молодёжного первенства России: 2011

«Волгарь»
- Победитель зоны «Юг» первенства ПФЛ: 2013/14

«Тамбов»
- Победитель Первенства ФНЛ: 2018/2019

## Клубная статистика
| Выступление      | Выступление      | Выступление      | Лига | Лига | Кубки | Кубки | Еврокубки | Еврокубки | Прочие | Прочие | Итого | Итого |
| Клуб             | Лига             | Сезон            | Игры | Голы | Игры  | Голы  | Игры      | Голы      | Игры   | Голы   | Игры  | Голы  |
| ---------------- | ---------------- | ---------------- | ---- | ---- | ----- | ----- | --------- | --------- | ------ | ------ | ----- | ----- |
| Волгарь          | ФНЛ              | 2012/13          | 11   | 0    | 0     | 0     | 0         | 0         | 0      | 0      | 11    | 0     |
| Волгарь          | ПФЛ              | 2013/14          | 17   | 0    | 0     | 0     | 0         | 0         | 0      | 0      | 17    | 0     |
| Волгарь          | ФНЛ              | 2014/15          | 5    | 0    | 2     | 0     | 0         | 0         | 0      | 0      | 7     | 0     |
| Волгарь          | ФНЛ              | 2015/16          | 23   | 1    | 1     | 0     | 0         | 0         | 2      | 0      | 26    | 1     |
| Волгарь          | ФНЛ              | 2016/17          | 19   | 5    | 1     | 0     | 0         | 0         | 0      | 0      | 20    | 5     |
| Волгарь          | Итого            | Итого            | 75   | 6    | 4     | 0     | 0         | 0         | 2      | 0      | 81    | 6     |
| → Зенит-2        | ФНЛ              | 2016/17          | 9    | 0    | 0     | 0     | 0         | 0         | 0      | 0      | 9     | 0     |
| → Зенит-2        | ФНЛ              | 2017/18          | 5    | 0    | 0     | 0     | 0         | 0         | 0      | 0      | 5     | 0     |
| → Зенит-2        | Итого            | Итого            | 14   | 0    | 0     | 0     | 0         | 0         | 0      | 0      | 14    | 0     |
| → Томь           | ФНЛ              | 2017/18          | 23   | 0    | 1     | 0     | 0         | 0         | 0      | 0      | 24    | 0     |
| → Томь           | ФНЛ              | 2018/19          | 22   | 2    | 1     | 0     | 0         | 0         | 0      | 0      | 23    | 2     |
| → Томь           | Итого            | Итого            | 45   | 2    | 2     | 0     | 0         | 0         | 0      | 0      | 47    | 2     |
| → Тамбов         | ФНЛ              | 2018/19          | 1    | 0    | 0     | 0     | 0         | 0         | 0      | 0      | 1     | 0     |
| → Тамбов         | Итого            | Итого            | 1    | 0    | 0     | 0     | 0         | 0         | 0      | 0      | 1     | 0     |
| Всего за карьеру | Всего за карьеру | Всего за карьеру | 135  | 8    | 6     | 0     | 0         | 0         | 2      | 0      | 143   | 8     |